# De la casa de los muertos
De la casa de los muertos (título original en checo, Z mrtvého domu) es una ópera en tres actos con música y libreto en checo de Leoš Janáček basada en la novela Recuerdos de la casa de los muertos, de Fiódor Dostoyevski. Es la última ópera compuesta por Janáček, y se estrenó en Brno el 12 de abril de 1930, dos años después de su muerte.

## Historia
El compositor comenzó el trabajo en la ópera a principios de 1927. Comenzó a trabajar directamente con una edición rusa de la novela, traduciendo directamente al checo según avanzaba. En mayo de 1928 completó la partitura y el libreto, pero Janáček murió antes de poder revisar y ajustar el acto tercero, tal y como era su método habitual de trabajo. A falta de esos ligeros ajustes, la obra estaba terminada, pero el carácter casi camerístico de la orquestación indujo a los alumnos de Janáček, Břetislav Bakala y Osvald Chlubna a revisar la partitura antes del estreno en Brno. Modificaron la, en su opinión, incompleta instrumentación y dieron a la obra una conclusión "optimista" (con la liberación del águila, sin los prisioneros mandados de nuevo al trabajo). La ópera se representó siempre en esta versión hasta los años 60, cuando Rafael Kubelík dirigió en Múnich una versión basada en el autógrafo original. Posteriormente se publicó el final pensado por Janáček y, en 1980 se grabó la versión original, preparada por Charles Mackerras y John Tyrrell.
Esta ópera se representa poco; en las estadísticas de Operabase aparece la n.º 211 de las óperas representadas en 2005-2010, siendo la 8.ª en la República Checa y la quinta de Janáček, con 13 representaciones en el período.

## Personajes
| Personajes                    | Tesitura     | Reparto el 12 de abril de 1930 Director: Břetislav Bakala |
| ----------------------------- | ------------ | --------------------------------------------------------- |
| Alexandr Petrovič Gorjančikov | barítono     | Vlastimil Šíma                                            |
| Aljeja, un joven tártaro      | mezzosoprano | Božena Žlábková                                           |
| Luka Kuzmič (Filka Morozov)   | tenor        | Emil Olšovský                                             |
| Skuratov                      | tenor        | Antonín Pelz / Pelc                                       |
| Šiškov                        | barítono     | Géza Fischer / Fišer                                      |
| Director de la prisión        | barítono     | Leonid Pribytkov                                          |
| Prisionero grande (Nikita)    | tenor        |                                                           |
| Prisionero pequeño            | barítono     | Jaroslav Čihák                                            |
| Viejo prisionero              | tenor        | Josef Žižka                                               |
| Sacerdote                     | barítono     | Adolf Brunner                                             |
| Šapkin                        | tenor        | Valentin Šindler                                          |
| Prostituta                    | mezzosoprano | Jožka Mattesová                                           |
| Čerevin                       | tenor        |                                                           |
| Čekunov                       | bajo         | Pavel Jerner                                              |

## Argumento

### Acto I
Amanecer invernal en un campo de prisioneros en Siberia. Llega un nuevo preso, el noble Alexandr Petrovič Gorjančikov, detenido por motivos políticos, que es interrogado por el comandante y mandado azotar. Algunos presos encuentran una águila herida. Se burlan de su lesión, pero al mismo tiempo la admiran como "Reina de los Bosques". Los condenados comienzan a trabajar, y entre dos de ellos, Luka Kuzmič y Skuratov, surge una reyerta. Luka le cuenta a Aljeja el motivo de su presencia en la prisión: la primera vez que estuvo en prisión coincidió con un cruel y arrogante Comandante que decía de sí mismo que para los condenados era "Zar y Dios". Luka lo apuñaló y fue azotado públicamente por ello. Petrovič, torturado, es integrado con el resto de los reclusos.

### Acto II
Seis meses después, junto al río Irtish, cerca del campo. Los prisioneros se dedican a sus trabajos forzados habituales. Aljeja y Petrovič se han hecho amigos. El aristócrata quiere enseñar al joven a leer y escribir. Al final de la jornada de trabajo, se permite a los presos celebrar el día de fiesta. Skuratov cuenta su historia: su gran amor, Luisa, fue obligada a casarse con un pariente rico, y en su desesperación, Skuratov disparó al novio. Los prisioneros improvisan dos obras de teatro: la historia de Kedril y Don Juan y la pantomima de la bella pero infiel molinera. La fiesta termina en una pelea, cuando un prisionero provoca a Petrovič, puesto que el noble encarcelado mantiene el privilegio de tomar té. Aljeja resulta herido.

### Acto III
Primer Cuadro
La enfermería del campo. 

Petrovič lee la biblia a Aljeja. Luka, moribundo, se burla de Čekunov por su comportamiento servil hacia Petrovič. Skuratov ha perdido la razón. Šapkin cuenta la historia de cómo fue detenido. Šiškov también cuenta su historia, de cómo mató a su esposa, Akulka, acusada de amar a su amigo Filka Morozov. Durante la narración, Luka Kuzmič muere de tuberculosis, y al contemplar el cadáver, Šiškov lo reconoce como Filka, su antiguo rival. Los guardias se llevan a Petrovič.
Segundo Cuadro
El Comandante del campo, borracho, anuncia su perdón a Petrovič, y le pide disculpas por haberle mandado azotar. Petrovič se despide de Aljeja. Los prisioneros sueltan al águila, repuesta de sus heridas en el ala. Mientras contemplan como se aleja, los guardias les hacen volver al trabajo.

## Estilo

### Libreto
De la Casa de los muertos tiene sobre todo el carácter de un oratorio. No hay una trama teatral continua, ni escenas realmente operísticas: el núcleo real de la pieza son los monólogos de los presos, en los que describen su vida y sus hechos. Destaca por su singularidad la fiesta del segundo acto, en la que la actuación teatral de los presos constituye un ejemplo de "Ópera dentro de la Ópera". Janáček tomó fragmentos literales del texto original de Dostoyevski, si bien cambió la secuencia de algunas escenas (como la del águila herida) para hacer más dramática la traslación a la escena de la novela.

### Música
La música, muy elaborada, tiene un carácter expresionista, dominando el canto recitado (Sprechgesang), aunque el compositor se permite en las narraciones de los presos algunos elementos ariosos y otros procedentes de la música folklórica de su tierra natal.

## Discografía seleccionada
- 1964 - Václav Bednár, Helena Tattermuschková, Beno Blachut - Teatro Nacional de Praga - Bohumil Gregor - Supraphon.
- 1979 - Dalibor Jedlička, Jaroslava Janská, Jiří Zahradníček - Orquesta Filarmónica de Viena - Charles Mackerras - Decca.[2]
- 1979 - Richard Novák, Milada Jirglova, Vilém Pribyl - Orquesta Filarmónica Checa - Václav Neumann - Supraphon.
- 1992 - Nicolai Ghiaurov, Elzbieta Szmytka, Barry McCauley - Orquesta Filarmónica de Viena - Claudio Abbado - Deutsche Grammophon (Video).[3]
- 2007 - Olaf Bär, Erik Stokloßa, Stefan Margita - Mahler Chamber Orchestra - Pierre Boulez - Deutsche Grammophon (DVD).[4]